# St Andrews Links

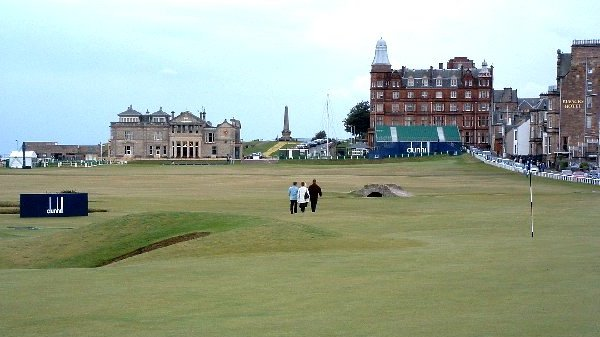
Golfbaan

Met St Andrews Links in St Andrews (Fife, Schotland) worden de zeven golfbanen aangeduid die in het bezit zijn van de St Andrews Links Trust. De oudste en meest prestigieuze van die banen is the Old Course. Op deze baan wordt al sinds de 15de eeuw golf gespeeld.
St Andrews is nauw verbonden met de geschiedenis van de golfsport.

## Geschiedenis van de banen

### The Old Course
Tegenwoordig bestaat een golfbaan uit 18 holes, Dit aantal is in de 18de eeuw ontstaan, toen in 1764 'The Old Course' van St Andrews werd ingekort van 22 holes naar 18 holes. Dat is toen de standaard geworden. In de tweede helft van de 18de eeuw gaat het zo slecht met St Andrews, dat boeren een deel van de baan gebruiken om konijnen te fokken. In 1821 koopt landeigenaar James Cheape het terrein van de golf. Weldra wordt golf weer populair. In 1894 koopt het stadsbestuur de baan weer terug.
 baan staat onder meer bekend om zijn pot-bunkers. Alleen de eerste en laatste holes hebben geen bunkers, maar over de rest van de baan zijn er 112, ieder met een eigen naam. Tiger Woods won het Brits Open hier in 2000 met een record van -19. Hij had nergens in een bunker gelegen.

#### Baanrecord
In 1987 maakte Curtis Strange een ronde van 62 tijdens Alfred Dunhill Links Championship, en zijn vrouw Sarah liet zijn scorekaart verzilveren. In 2003 werd tijdens datzelfde toernooi een score van 62 binnengebracht door Brian Davis. Sindsdien is de baan veranderd, dus die baanrecords zijn niet meer geldig. Tijdens de Dunhill van 2006 vestigde Bradley Dredge een nieuw record van 64, in 2014 maakte Mikko Ilonen ook 64.

### Nieuwe banen
- In 1895 wordt de tweede golfbaan aangelegd, de New Course.
- In 1897 wordt de Jubilee Course door het stadsbestuur aangelegd.
- In 1914 komt de Eden Course erbij.
- In 1974 wordt een wet aangenomen waarin garantie wordt gegeven dat de baan een publieke baan blijft. Daartoe wordt de St Andrews Links Trust opgericht.

Op 1 juni 1993 wordt de vijfde 18 holesbaan, de Strathtyrum Course, geopend, genoemd naar het aangrenzende landgoed. Ook worden dat jaar de oefenfaciliteiten uitgebreid.  Er is ook nog een 9 holesbaan, de Balgove. In juni 2008 wordt de volgende golfbaan geopend.

### Clubhuizen
In 1995 wordt eindelijk een clubhuis gebouwd voor alle bezoekers. Het staat bij de Old, New en Jubilee baan. In 2000 wordt het Eden Clubhouse geopend voor bezoekers aan de Eden, Strathtyrum en Balgove banen.

## The Royal and Ancient Golf Club of St Andrews
In 1754 wordt door 22 heren de Society of St Andrews Golfers opgericht. In 1834 verandert Koning Willem IV de naam in de Royal & Ancient Golf Club (R&A). De club zal een grote rol spelen in de ontwikkeling van golf, van het spel en van de regels. De Royal & Ancient Golf Club is een besloten club.

### De regels
In 1897 wordt de eerste 'Rules of Golf Committee' opgericht. Dit gebeurt op verzoek van enkele clubs, die realiseren dat een centrale instantie de regels moet gaan bepalen voor het golfspel. Alleen de Verenigde Staten hebben hun eigen regels ontwikkeld. Voor de rest van de wereld worden de regels bepaald door de R&A. Iedere vier jaar worden zij aangepast.

### Wedstrijden
De R&A organiseert het Britse Open en de belangrijkste amateurwedstrijden, o.a.
- The Open Championship

In 1873 wordt het eerste Britse Open op St Andrews gespeeld. In Engeland wordt het meestal 'The Open' genoemd. In 2005 werd het voor de 25ste keer op St Andrews gespeeld, toen Tiger Woods hem voor de tweede keer won.
- Alfred Dunhill Cup

Ieder jaar in oktober wordt sinds 1985 de Dunhill Cup op 'the Old Course' gespeeld. Sinds 2001 wordt de wedstrijd ook op drie andere links-banen gespeeld, en daarom is de naam van het toernooi toen veranderd in 'Dunhill Links Championship.

### Verboden om golf te spelen
In 1457 verbood koning Jacobus II van Schotland het golfspel, want de jongelingen moeten hun tijd besteden aan het leren met de pijl-en-boog om te gaan. Pas in 1502 werd dit verbod opgeheven, omdat Jacobus IV zelf het spel wilde beoefenen.